# Автошлях E272
Європейський маршрут E272 — автомобільний європейський автомобільний маршрут категорії Б, що проходить по території Литви, та з'єднує міста Клайпеда та Вільнюс.

## Маршрут
Весь шлях проходить через такі міста:
- Литва:
  - E85, E271 Клайпеда
  - Паланга
  - Шяуляй
  - Паневежис
  - Шосе E67 Укмерге
  - Вільнюс